# Parafia św. Józefa w Inowrocławiu
Parafia św. Józefa Oblubieńca NMP w Inowrocławiu – rzymskokatolicka parafia znajdująca się w dekanacie inowrocławskim II.

## Rys historyczny
- 1923 – utworzenie parafii na potrzeby uzdrowiska
- 1952 – wybudowanie kościoła o współczesnej konstrukcji halowej

## Dokumenty
Księgi metrykalne: 
- ochrzczonych od 1934 roku
- małżeństw od 1934 roku
- zmarłych od 1961 roku